# L'Année épigraphique
L'Année épigraphique ("O Ano Epigráfico"), cuja abreviação padrão é AE, é uma publicação francesa sobre epigrafia criada por René Cagnat, o titular da cadeira de "Epigrafia e Antiguidades Romanas" no Collège de France, e Jean-Guillaume Feignon, um epigrafista assistente, em 1888. Esteve ligada à Revue archéologique até 1964, quando se tornou uma publicação autônoma da PUF, aproveitando-se de um patrocínio do CNRS. Seu objetivo é coletar sistematicamente todas as inscrições descobertas num dado ano sobre a Roma Antiga no mundo inteiro, principalmente em latim ou grego antigo, ordenadas por período.

## Editores
- 1888–1935: 	René Cagnat, inicialmente sozinho, depois com Maurice Besnier até 1932 e, finalmente, com Alfred Merlin.
- 1936–1964:	Alfred Merlin, com Jean Gagé em alguns anos.
- 1965:       	Jean Gagé e Marcel Le Glay.
- 1966–1973:	Jean Gagé, Marcel Le Glay, Hans-Georg Pflaum e Pierre Wuilleumier.
- 1974–1978:	André Chastagnol, Jean Gagé, Marcel Le Glay e H.-G. Pflaum.
- 1979–1980:	André Chastagnol, Jean Gagé e Marcel Le Glay.
- 1981–1986:	André Chastagnol, Marcel Le Glay e Patrick Le Roux.
- 1987–1990:	André Chastagnol, André Laronde, Marcel Le Glay e Patrick Le Roux.
- 1991–atual: 	Mireille Corbier, Patrick Le Roux e Sylvie Dardaine.